# Herminia castanea
Herminia castanea är en fjärilsart som beskrevs av Rothschild 1920. Herminia castanea ingår i släktet Herminia och familjen nattflyn. Inga underarter finns listade i Catalogue of Life.